# Гудингс Гроув (Илиноис)
Гудингс Гроув (енгл. Goodings Grove) град је у америчкој савезној држави Илиноис.

## Демографија
По попису из 2000. године број становника је 17.084.
| Група             | 2000.          | 2010.    |
| Белци             | 16.012 (93,7%) | 0 (0,0%) |
| Афроамериканци    | 35 (0,2%)      | 0 (0,0%) |
| Азијати           | 297 (1,7%)     | 0 (0,0%) |
| Хиспаноамериканци | 601 (3,5%)     | 0 (0,0%) |
| Укупно            | 17.084         | 0        |